# Batalion ON „Kłobuck”

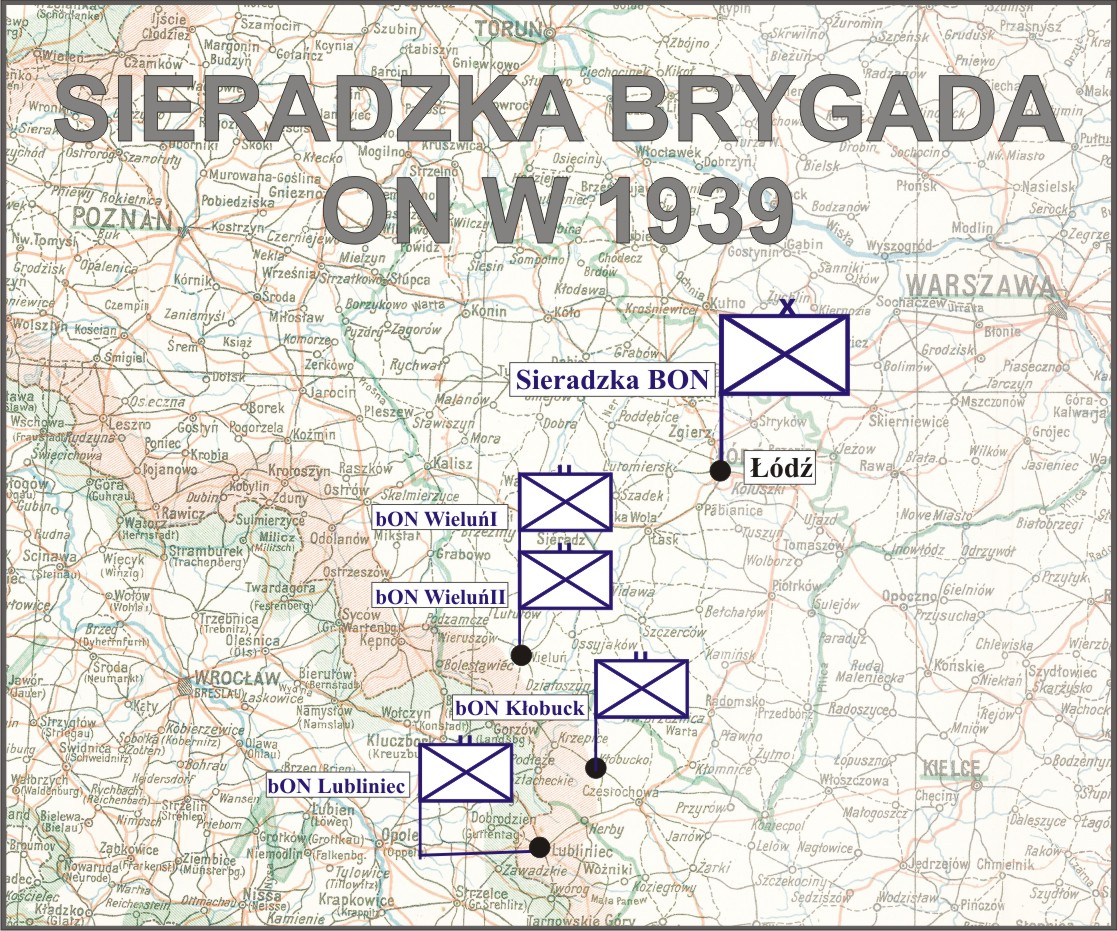
Sieradzka Brygada ON

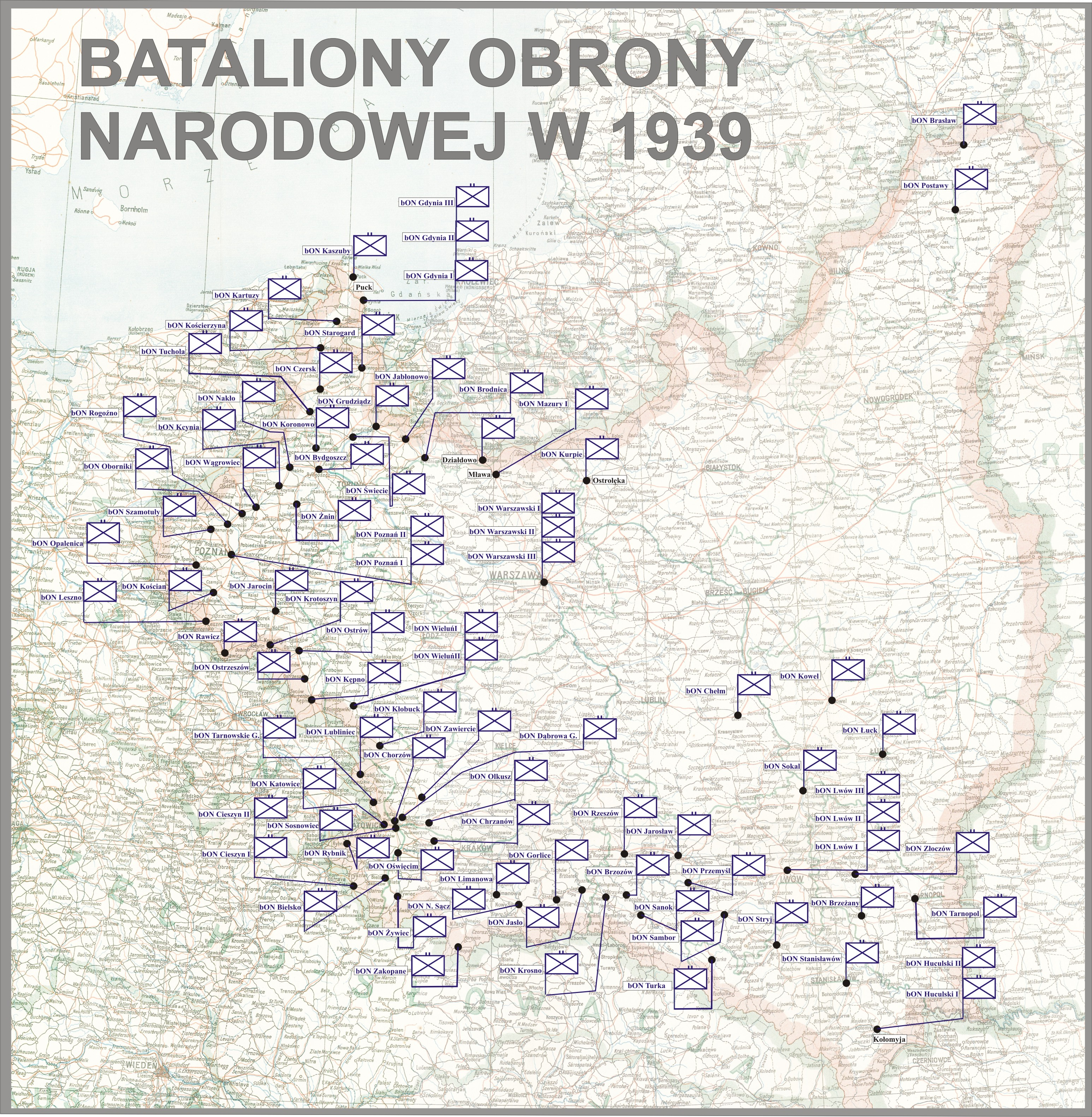
Obrona Narodowa w 1939

Kłobucki Batalion Obrony Narodowej (batalion ON „Kłobuck”) – pododdział piechoty Wojska Polskiego II RP.

## Organizacja i formowanie
Batalion został sformowany w Kłobucku rozkazem Departamentu Piechoty Ministerstwa Spraw Wojskowych L.1601 z 2 maja 1939 z dniem 31 maja 1939 jako batalion Obrony Narodowej typ IV, w składzie Sieradzkiej Brygady Obrony Narodowej, według etatu batalionu ON typ IV.
Jednostka została zorganizowana w oparciu o nowo utworzony 127 Obwód Przysposobienia Wojskowego. Batalion stacjonował na terenie Okręgu Korpusu Nr IV: dowództwo oraz 1 i 2 kompania w Kłobucku, natomiast 3 kompania w Krzepicach.
Pod względem mobilizacji materiałowej Kłobucki Batalionu ON był przydzielony do 27 pułku piechoty w Częstochowie.

## Kłobucki batalion ON w kampanii wrześniowej
Ponieważ batalion znalazł się w pasie działania Armii „Kraków” został podporządkowany, pod względem taktycznym, dowódcy 7 Dywizji Piechoty i w jej składzie walczył w kampanii wrześniowej.
Batalion ON „Kłobuck” wszedł w skład oddziałów osłonowych 7 Dywizji Piechoty. Od rozwinięcia oddziałów 7 DP wszedł w skład Oddziału Wydzielonego „Kłobuck” wraz z Kawalerią Dywizyjną 7 DP oraz z plutonem artylerii piechoty ze składu 27 pułku piechoty. Do miejscowości Krzepice do jej obrony, w pobliżu granicy polsko-niemieckiej wysunięto 3 kompanię ON „Krzepice”, ona z kolei umiejscowiła we wsiach Starokrzepice i Kukowie placówkę w sile plutonu, która wspierała pododdziały Straży Granicznej na granicy państwa.  
1 września 1939 o świcie pod naporem czołowych oddziałów niemieckiej 4 Dywizji Pancernej placówki osłonowe SG i ON, wsparte plutonem ułanów z ckm z 21 pułku ułanów stoczyły potyczkę w obronie Starokrzepic i Kukowa. Po ich wyparciu do Krzepic, miasteczko i znajdująca się w nich 3 kompania ON została zbombardowana przez niemieckie lotnictwo i ostrzelana przez artylerię niemiecką. Po stoczeniu walki o miasto 3 kompania ON „Krzepice” i pododdział SG wycofały się w kierunku Kłobucka. 

## Organizacja i obsada personalna
- dowódca batalionu - kpt. Stanisław Ostaszewski[3]
- dowódca 1 kompanii ON „Kłobuck I” –
- dowódca 2 kompanii ON „Kłobuck II” –
- dowódca 3 kompanii ON „Krzepice” – por. rez. Ludwik Pawelski[3]